# Abutilon badium
Abutilon badium är en malvaväxtart som beskrevs av Husain och Baquar. Abutilon badium ingår i släktet klockmalvor, och familjen malvaväxter. Inga underarter finns listade i Catalogue of Life.